# ديسقوريا هوستلاواكية
ديسقوريا هوستلاواكية (الاسم العلمي:Dioscorea juxtlahuacensis) هي نوع من النباتات تتبع جنس الديسقوريا من الفصيلة الديسقورية.